# コンスタンティン・レオンチェフ

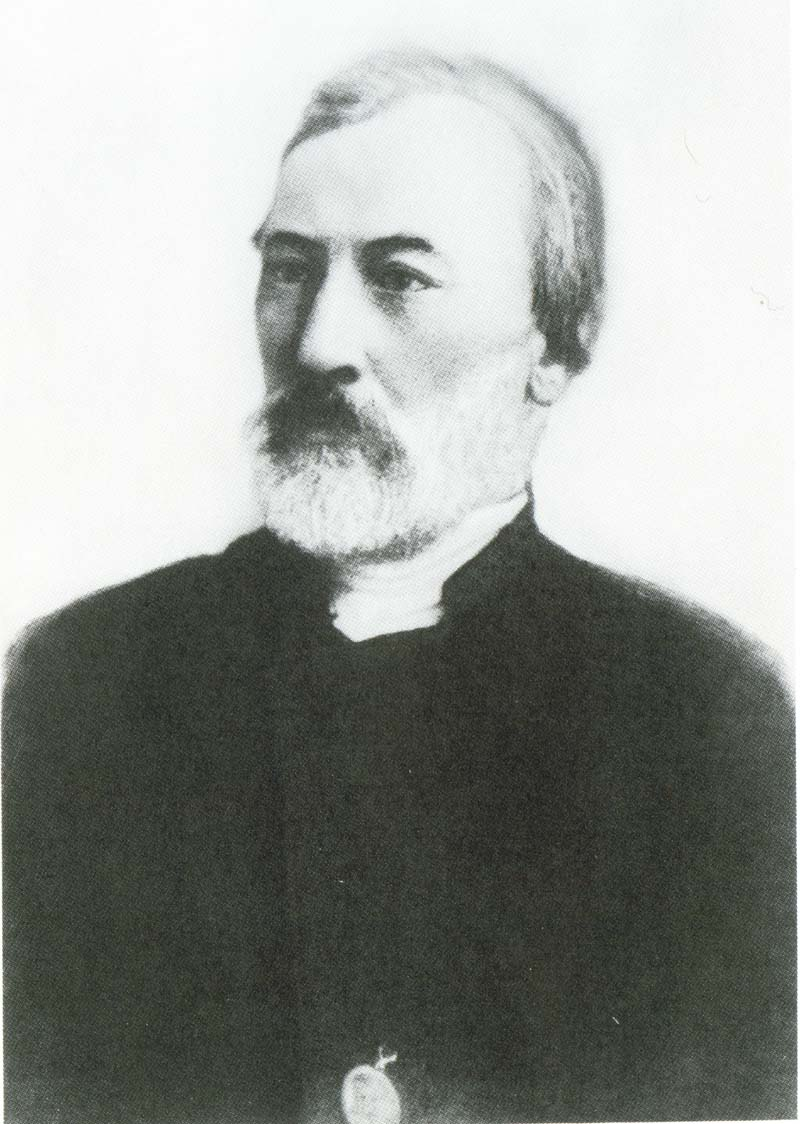
コンスタンティン・レオンチェフ

コンスタンティン・ニコラエヴィッチ・レオンチェフ（宗教名: Clement (ロシア語: Константи́н Никола́евич Лео́нтьев; 1831年1月25日 - 1891年11月24日) は、ロシアの哲学者。
保守的なツァーリ主義者、帝政君主主義者として西洋の破滅的な平等主義、実用主義、革命的な影響に対抗し、ロシアと東洋の文化的結びつきを強めることを提唱した人物である。また、ロシアがインド、チベット、中国など東方へ文化的、領土的に拡大することを提唱した。

## 生涯
1831年1月25日、カルーガ州クディノヴォ生まれ。
レオンチェフが生まれ育ったのは、父親の領地である。父親は貴族で、軍人だったが、「乱暴な振舞い」が理由で除隊させられた。それでも、レオンチェフ兄弟のためにロシア皇后が介入したことで、彼は帝国軍に　入営できた。23歳で婚約したが、「自由と芸術」のために破談となり、苦労した。モスクワの医学校を卒業した後、クリミア戦争で軍医として活躍した。
1861年、彼はフェオドシヤでギリシャ商人の娘である地元のクリミアの少女を連れ去り、最終的に結婚した。
その後、ロシア領事代理としてオスマン帝国のさまざまな町に住み、余暇を利用して多くのテーマで東洋小説を書いたが、その中には反同性愛を非難するものもあり、彼が両性愛者であった可能性を暗示している。1871年夏、聖母マリアに祈ったところ、コレラと赤痢が治り、修道誓願を立てることを聖母に約束した。その後、同年秋にアトス山のロシア修道院に移る。1880年、モスクワの検閲局に移り、トルストイの小説の分析を何度か発表し、高く評価された。
7年後、スタートゥシーで有名なオプティナ修道院で密かに出家した。トロイツェ・セルギエヴァ大修道院で修道士として死去。
1891年11月24日、セルギエフ・ポサド没。

## 著作・政治思想
レオンチェフの最も注目すべき著書は、エッセイ集『The East, Russia, and Slavdom』（1885-1886年）である。レオンチェフも、ニコライ・ダニレフスキーやドストエフスキーと同様、西欧の消費社会と物質的繁栄を崇拝する風潮に違和感を抱いていた。レオンチェフが、ロシアの伝統的なビザンツ主義（Byzantinism）を祝福ととらえ、社会の自由化に対する強力な解毒剤としたのは、このためである。彼の美学と政治理論は、フリードリヒ・ニーチェやオズワルド・シュペングラーの理論に類似しているところがある。ニーチェの社会循環論やシュペングラー「西洋の没落」に数十年先駆けて、レオンチェフが提唱したのは、すべての社会は開花して複雑さを増し、その後「第二の単純化（secondary simplification）」、衰退、最終的には死という状態に陥るというものであった。レオンチェフの考えでは、西洋は第二の単純化」の始まりに達していた。
悲観論者であったレオンチェフの予言は的中することが多い。20世紀には、ロシアで「反キリスト」による流血革命が起き、その支配者は社会主義的で専制的であり、皇帝時代よりもさらに大きな権力を振るうだろうと予言したのである。「社会主義とは、未来の封建制度である」と述べ、そのシナリオを防ぐには最も厳しい反応しかないと考えていた。
また、ドイツはロシアと2度にわたる戦争ができるほど強くなり、中国もいずれロシアの力を脅かすようになると予言した。また、テクノロジーはいつか普遍的な破壊をもたらすと主張した。